# Stephanopis fissifrons
Stephanopis fissifrons es una especie de araña del género Stephanopis, familia Thomisidae.

## Distribución
Se distribuye por Australia.

## Taxonomía
Fue descrita por Rainbow en 1920.
Tratamiento taxonómico
La especie aparece registrada y publicada en Arachnida from Lord Howe and Norfolk Islands. Records of the South Australian Museum 1(3): 229–272, pl. 28–31..